# D metróvonal (Prága)
A prágai D metróvonal (csehül: Linka D) épülő metróvonal, mely időrendi sorrendben a prágai metró negyedik átadott vonala lesz. A vonal a kék színt kapta. A projekt 10 állomást tartalmaz 10,5 km-en, melynek költségvetése inflációt figyelembe véve összesen 52,09 milliárd cseh korona. A már meglévő hálózathoz két helyen csatlakozik: Náměstí Mírunál az A metróhoz, Pankrácnál a C metróhoz. 2015-ben eldöntötték azt is, hogy a vonalon vezető nélküli szerelvények fognak közlekedni. Az építkezést 2013-ban hagyták jóvá és 2017, illetve 2022 között folyt volna. A metróvonal tényleges építése 2022-ben kezdődött el. A teljes vonal csak 2029-re lesz kész, addig egyetlen állomását se fogják átadni.

## Háttér
A D metróvonal célja, hogy összekösse Prága déli részét, ami jelenleg csak hosszas buszúttal elérhető, a belvárossal. Az első tervek már az 1990-es években megszülettek, de a 21. század második évtizedéig nem született komolyabb terv. Ennek ellenére már a 20. század végétől egyértelmű volt, hogy a következő vonal a város déli részében fog elhelyezkedni.

## Története

### Első tervek
Először a D metróvonal prágai tömegközlekedési térképeken 1969-ben jelent meg, modřanyi végállomással és a következő évtizedekben állandóan a tervekben volt, hasonló vonaltervvel. Az első komolyabb terv 1991-ben született meg, akkor még a másik háromhoz hasonló, klasszikus metróvonalként Zálesí és Náměstí Míru között. Mindezek ellenére a város nem hagyta jóvá a projektet, a C vonal meghosszabbítására koncentráltak, így évekig nem került szóba újra a negyedik metróvonal.

### 2000-es évek
2001-ben született meg a következő komolyabb terv a metróvonal megépítéséről, a szükséges felméréseket is megkezdték. Ekkor készült el a metróvonal napjainkban is látható vonalterve, a Zálesí állomást teljesen törölték, inkább a Thomayer Kórház közelében szerettek volna egy megállót felépíteni, (ami később a Nemocnice Krč nevet kapta) bár a végső tervben ez még nem szerepelt.
2004-ben a klasszikus metró helyett light rail alternatívát javasolt a Metroprojekt, Písnice és Hlavní nádraží között. A metró föld alatt és a felszínen is haladt volna, egyes helyeken, főleg a szakasz legdélibb részein, felüljárók segítségével. 2006-ban elkészült egy újabb felmérés, ami a klasszikus metró és a light rail lehetőségeket hasonlította össze, de csak kisebb kapacitású opciókat vettek figyelembe. A felmérés szerint a light rail megoldás kifejezetten olcsóbb lett volna a klasszikus metró kiépítésénél. Az évtized végén több költségvetési felmérést is folytattak, azzal a céllal, hogy több, mint két évtizeddel az első terv után végre tényleg megkezdjék az építkezést.

### 2010-es évek
A 2010-es évek azzal kezdődtek, hogy a város 2012-ben elvetette a 2010-ben és 2011-ben született javaslatot, hogy automatizált legyen a metróvonal, hogy növeljék költséghatékonyságát. 2013 nagy része az állomások véglegesítésével és az engedély megszerzésével telt a Náměstí Míru–Depo Písnice szakaszra. Ebben az időszakban a terv szerint a másik három vonalon megszokott klasszikus metró futott volna a D jelölésűn is és az se volt teljesen biztos, hogy a D becsatlakozna a C vonalba, vagy átszállással oldanák meg a problémát. 2013 októberében a város tanácsa jóváhagyta az első szakasz felépítését.
2014 fő témája az építési engedélyek megszerzése volt, ami közben problémák akadtak a Pankrác állomás környéki földterület miatt. Végül szeptemberben készültek el a dokumentumok az engedélykérésre, amiben már ismét automatizálva és a C vonaltól teljesen függetlenül szerepelt a D metróvonal. A tervezők az Európai Unió támogatását kérték az építkezéshez. Az automatikus rendszer létrehozását 2015 júliusában engedélyezte a város. Ezek mellett ebben az évben folytatta a földvásárlást a város a Pankrác–Depo Písnice szakaszon az építkezésekhez. 2016-ban az állomások tervezését folytatták.
2017-ben született meg a megegyezés, hogy az építkezés nehézsége miatt azt a pankráci irányból fogják kezdeni. Több, mint egy évnyi tárgyalások után 2018-ban a felek végre megegyeztek a Nádraží Krč és a Nemocnice Krč állomásokhoz szükséges föld felvásárlásában. Ezek mellett kiválasztották David Vávra művészt az állomások díszítésére is.
2019-ben a Metroprojekt egy újabb fázistervet mutatott be a DPP-nek, ami szerint az építkezést a Pankrác–Olbrachtova szakaszon kezdték volna meg, majd az összes szükséges alagút fúrásával folytatták volna a második fázissal, amit végül az állomások megépítése követett volna a Libuš, a Písnice és a Depo Písnice megállóknál. Ezt a város el is fogadta, annak reményében, hogy kisebb hatással lesz a belvárosra. Az évben több pályázatot is kiírtak az állomások kidíszítésére. Az építkezés hivatalosan 2019. június 16-án kezdődött meg, földrajzi felméréssekkel. Több pernek is ebben az évben lett vége, amit a lakosok indítottak különböző állomások környékén. A főépítész Anna Švarc lett.

### 2020-as évek

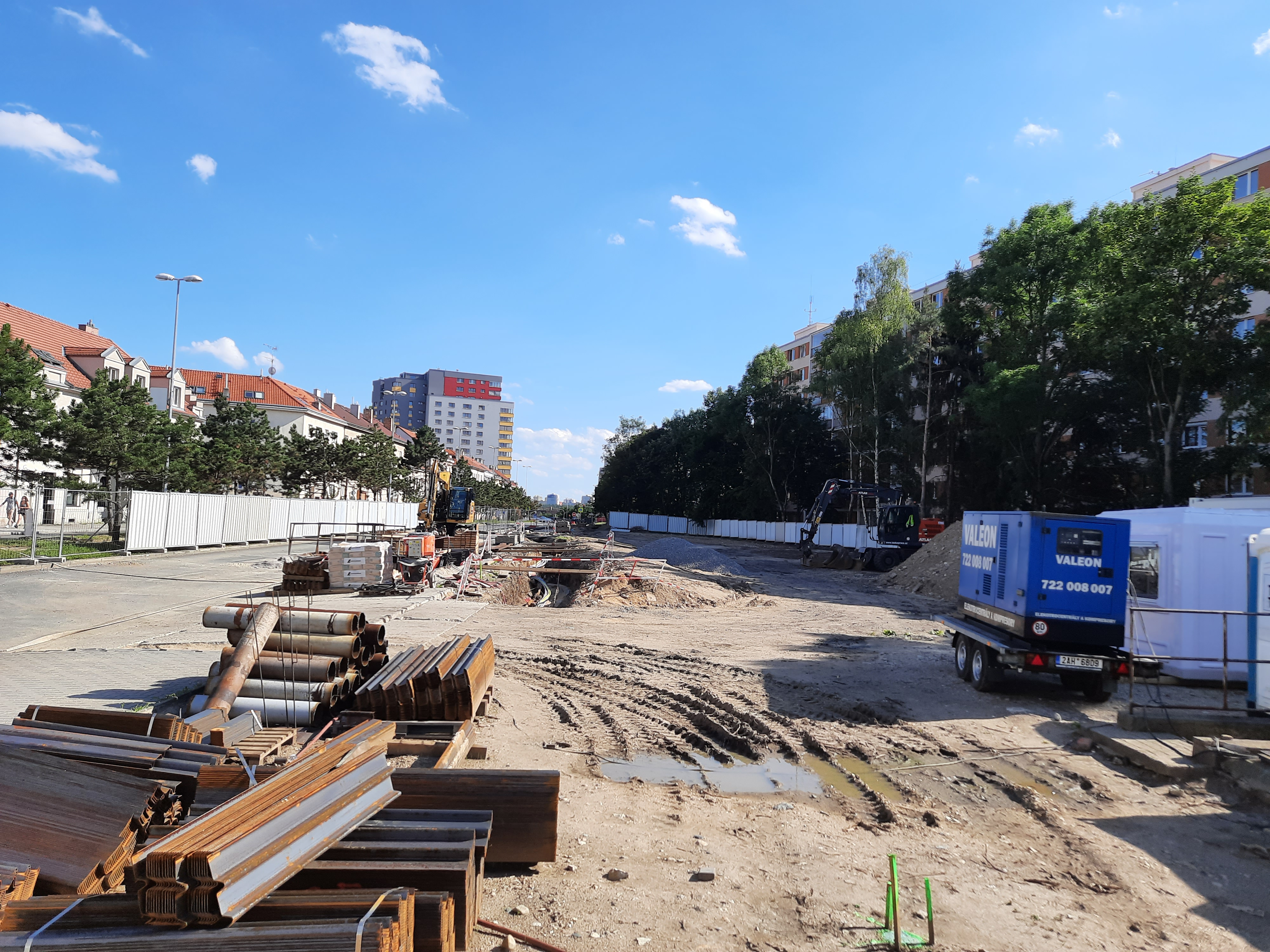
Az Olbrachtova állomás építés alatt, 2022-ben

2020-ban lefolytattak egy újabb földrajzi felmérést. Januárban kezdték el kiírni a pályázatokat vállalkozóknak az építkezések lefolytatására, amit végül öt cég kapott a Pankrác–Olbrachtova szakaszra: a Subterra a.s., a Hochtief CZ a.s., a Strabag a.s., a Hochtief Infrastructure GmbH és az Ed. Züblin AG. 2021 júniusában megszületett az építési engedély a Pankrác–Nové Dvory szakaszra. 2022. március 24-én kapta meg a projekt a fő építési engedélyt. A Pankrác–Obrachtova szakaszon az építkezés 2022. április 21-én kezdődött meg.

### Jövőbeli tervek
Prága tömegközlekedését működtető cég, a DPP már az építkezés kezdete előtt bemutatott terveket jövőbeli bővítésekről. Ezek közé tartozik a vonal esetleges bővítése északra, Žižkovig. Komolyabb, már állomásjavaslatokkal (Cílkova, Lhotka, Labe és Poliklinika Modřany) is rendelkező terv a bővítés délnyugatra, hogy Prága teljes 12. kerületét is kiszolgálja.

## Tervezett állomások
| 1  | Náměstí Míru A       | A 135 4, 10, 13, 16, 22, 91, 95, 97, 99                                                 |
| 2  | Náměstí bratří Synků | 193 2, 3, 5, 6, 11, 14, 16, 17, 18, 19, 21, 24, 32, 92, 95, 97, 98                      |
| 3  | Pankrác C            | C 134, 188, 193, 905, 910, H1                                                           |
| 4  | Olbrachtova          | 118                                                                                     |
| 5  | Nádraží Krč          | 117, 121, 203 S8 S88                                                                    |
| 6  | Nemocnice Krč        | 117, 138, 139, 150, 193, 196, 203, 332, 333, 335, 337, 339, 362, 904, 910, 913, 956, H1 |
| 7  | Nové Dvory           | 197, 215, 904, 913                                                                      |
| 8  | Libuš                | 113, 165, 333, 913                                                                      |
| 9  | Písnice              | 113, 197, 333, 904, 913                                                                 |
| 10 | Depo Písnice         |                                                                                         |

## Fordítás
- Ez a szócikk részben vagy egészben  a   Line D (Prague Metro) című angol Wikipédia-szócikk fordításán alapul.  Az eredeti cikk szerkesztőit annak laptörténete sorolja fel. Ez a jelzés csupán a megfogalmazás eredetét és a szerzői jogokat jelzi, nem szolgál a cikkben szereplő információk forrásmegjelöléseként.
- Ez a szócikk részben vagy egészben  a   D (linka metra v Praze) című cseh Wikipédia-szócikk fordításán alapul.  Az eredeti cikk szerkesztőit annak laptörténete sorolja fel. Ez a jelzés csupán a megfogalmazás eredetét és a szerzői jogokat jelzi, nem szolgál a cikkben szereplő információk forrásmegjelöléseként.